# エスタディオ・アンヘル・カロ
エスタディオ・アンヘル・カロ（Estadio Ángel Carro）は、スペイン・ガリシア州ルーゴ県ルーゴにあるサッカー専用スタジアム。CDルーゴがホームスタジアムとして使用している。

## 概要
1974年8月、ルーゴ市街地の西側に建設された。スタジアム名の「アンヘル・カロ」は、1930年から40年代にかけてルーゴで活躍した政治家から取られたものであり、ルーゴ副市長やガリシア州の議会議員などを歴任した。
2001年には老朽化したスタジアムの改修工事に着工し、3つのスタンドの修繕と立ち見席の廃止が行われた。2012-13シーズン、CDルーゴがセグンダ・ディビシオンへと昇格したことを受けて、セグンダのスタジアム規定に合わせるための工事が行われ、収容人数が4,315人から現在の7,114人まで増加した。

## ギャラリー

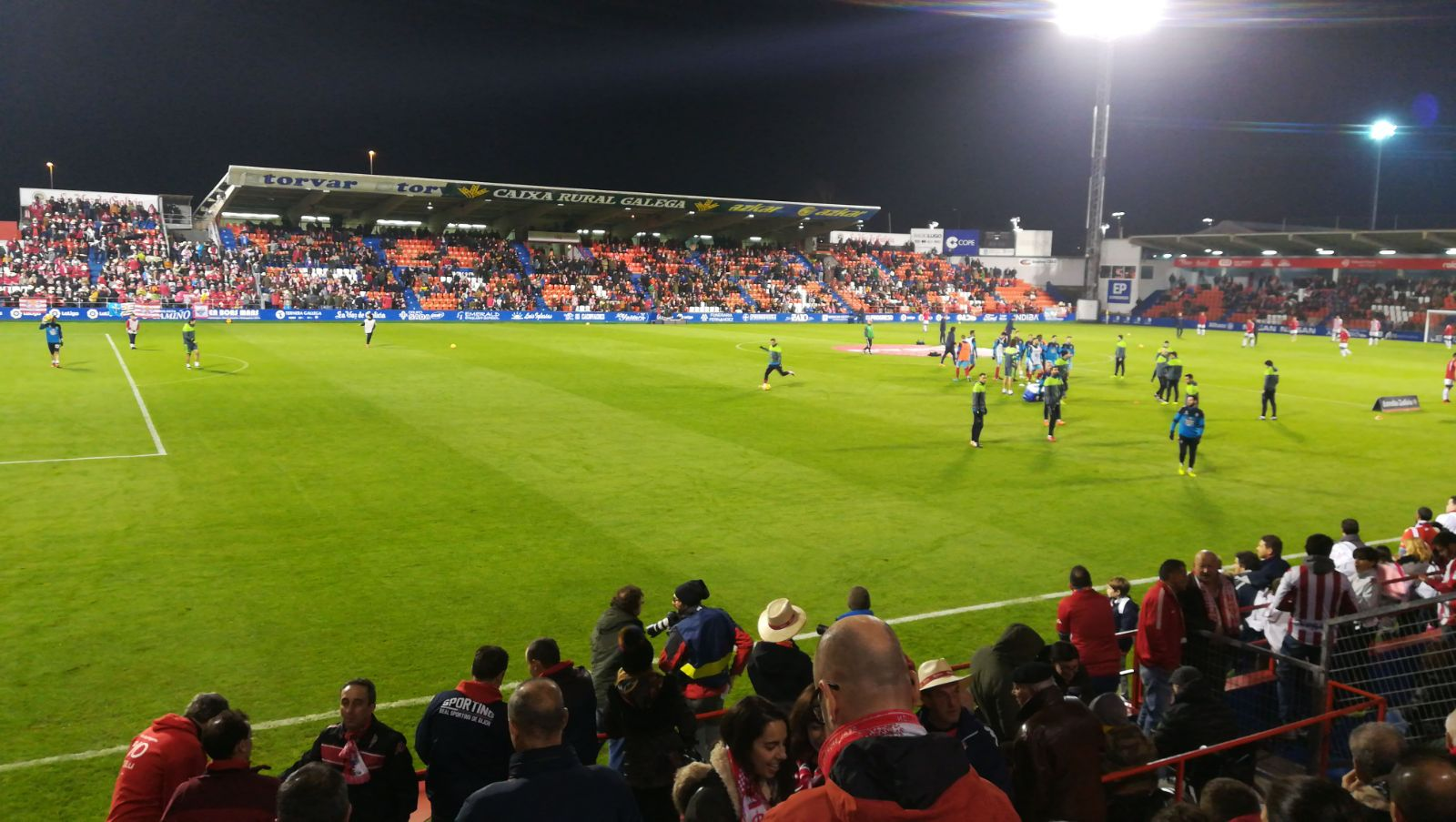
2018年の内観1
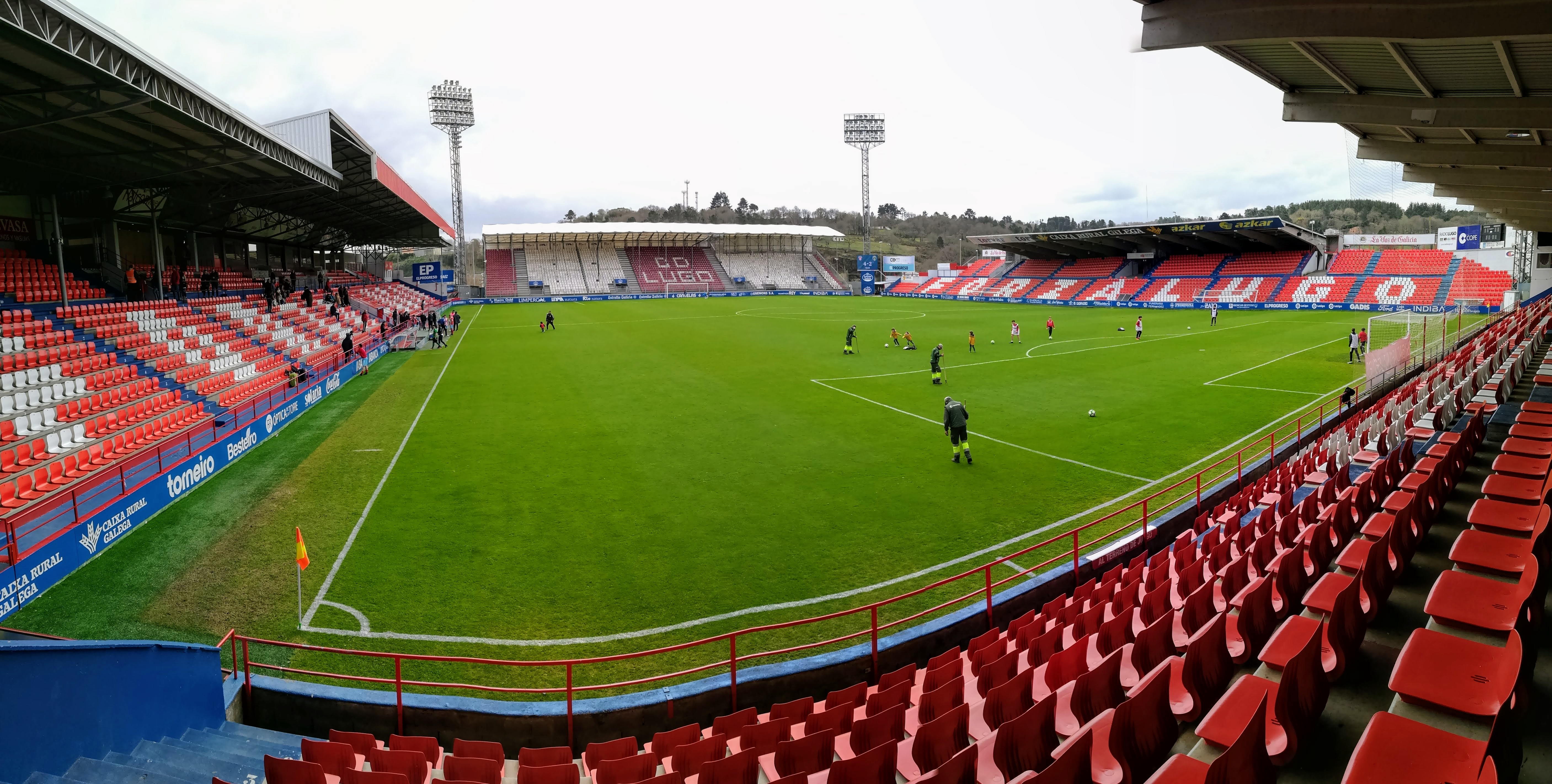
2018年の内観2
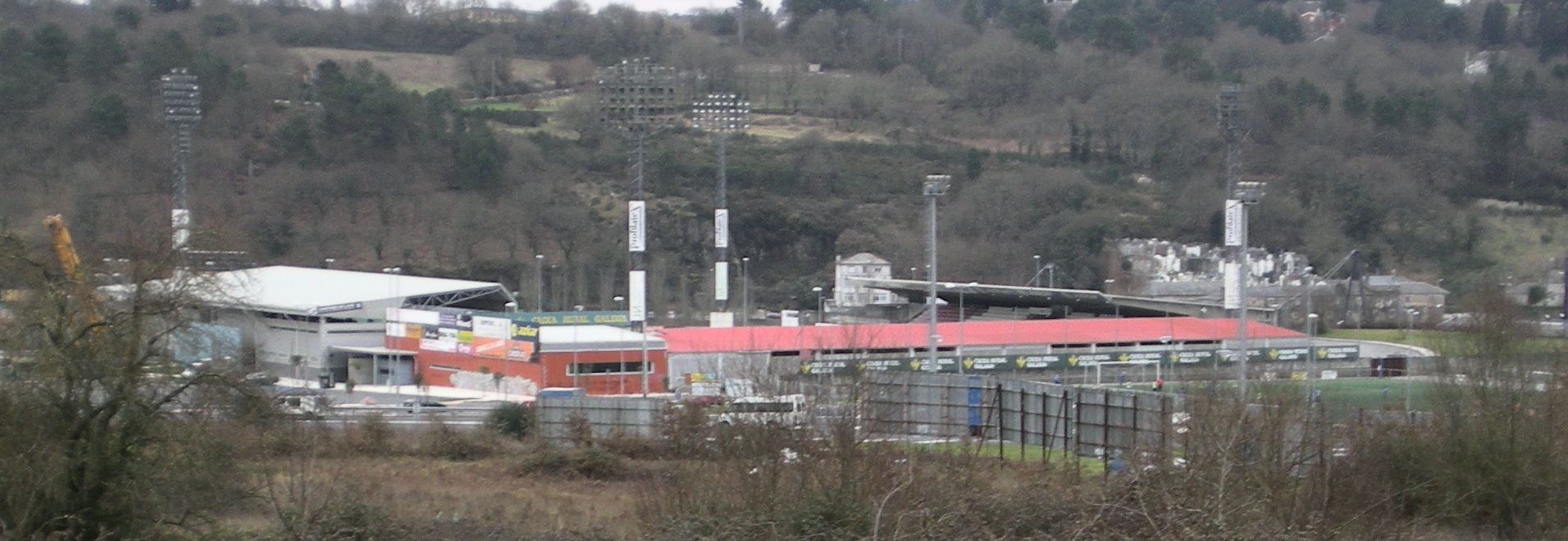
2011年の外観